# 屯門公眾貨物裝卸區

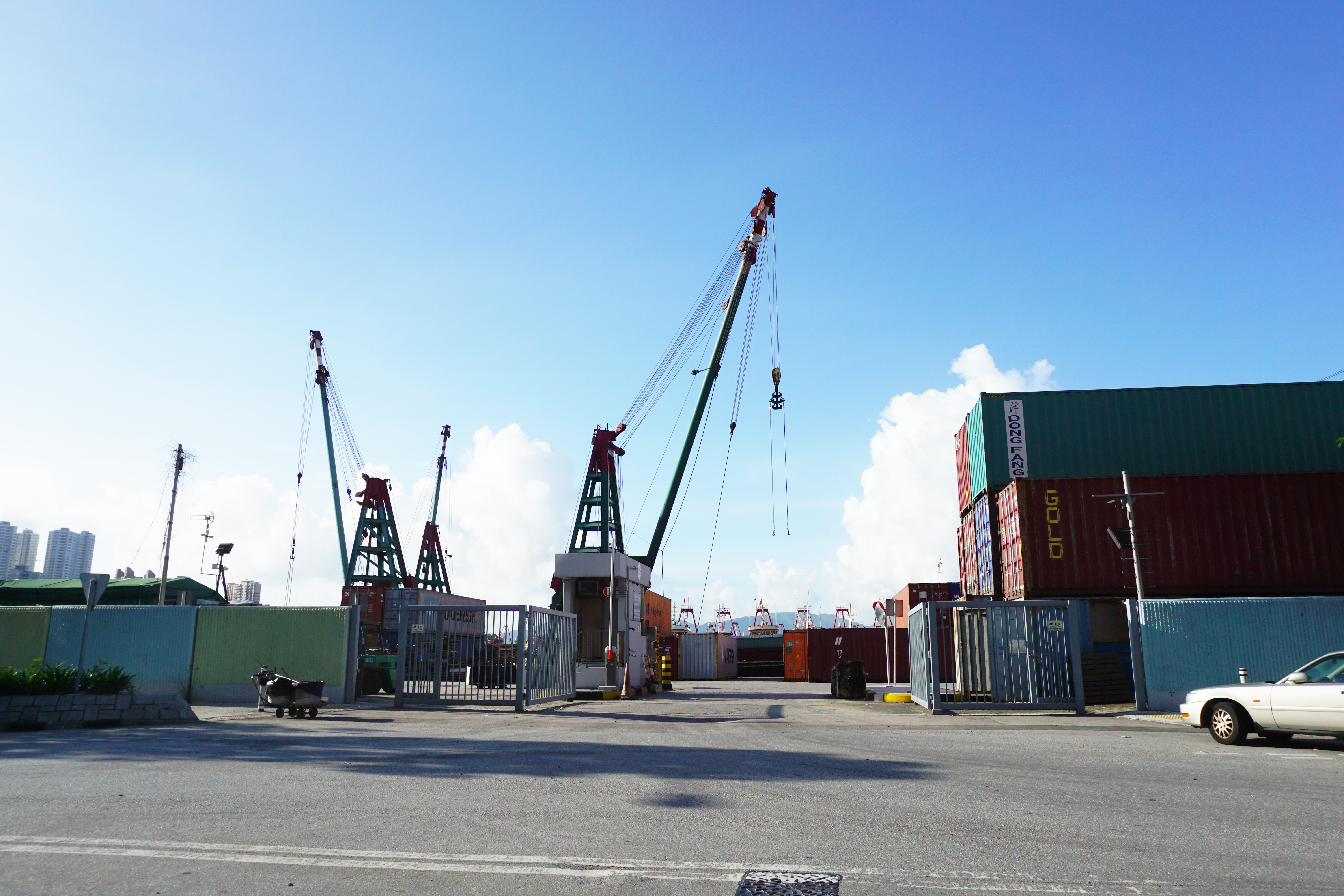
屯門公眾貨物裝卸區

屯門公眾貨物裝卸區（英語：Tuen Mun Public Cargo Working Area，簡稱屯門貨物裝卸區）是香港一個公眾貨物裝卸區，位於新界屯門海華路11號的海旁，在青山灣海面的北部，鄰近屯門避風塘及青山魚類批發市場。屯門公眾貨物裝卸區面積為3.3公頃。